# 5995 Saint-Aignan
5995 Saint-Aignan eller 1982 DK är en asteroid i huvudbältet som upptäcktes den 20 februari 1982 av den amerikanske astronomen Edward L.G. Bowell vid Anderson Mesa Station. Den är uppkallad efter den amerikanska programmeraren Charles P. de Saint-Aignan.
Asteroiden har en diameter på ungefär 7 kilometer.